# Dasypogon melanopterus
Dasypogon melanopterus ist eine Fliege aus der Familie der Raubfliegen (Asilidae).

## Merkmale
Die Fliegen erreichen eine Körperlänge von 18 bis 26 Millimetern und haben einen schlanken Körperbau. Die Männchen sind in der Regel komplett schwarz gefärbt, bei den Weibchen sind die Tergite am Hinterleib mehr oder weniger stark rot gefärbt. Der Knebelbart ist schwarz, die Flügel sowohl bei den Männchen als auch bei den Weibchen stark schwarz getönt. Die Schenkel und Schienen der Weibchen können bis auf schwarze Enden rot gefärbt sein.

## Vorkommen und Lebensweise
Die Art ist in Südeuropa und Kleinasien verbreitet, in Mitteleuropa tritt sie nur an temperaturbegünstigten Orten auf. Die Tiere besiedeln warme, sandige und steinige Lebensräume und jagen ihre Beute, vor allem kleine Fliegen, in der Krautschicht oder am Boden. 

## Belege